# Dissochaeta
Dissochaeta là chi thực vật có hoa trong họ Mua.